# Artur Bygdén
Olof Artur Bernhard Bygdén, född 24 mars 1881 i Uppsala, död 4 maj 1967 i Engelbrekts församling i Stockholm, var en svensk kemist.
Artur Bygdén var son till Leonard Bygdén. Efter mogenhetsexamen i Uppsala 1900 studerade han vid Uppsala universitet och blev filosofie licentiat 1909 och filosofie doktor 1917. Bygdén var assistent vid Centralanstalten för försöksväsendet på jordbruksområdet 1912–1922 och var från 1922 kemist vid Sveriges geologiska undersökning. Han studerade organiska kiselföreningar, bland annat i Silicum alt Vertreter des Kohlenstoffs organischer Verbindungen (1916, hans doktorsavhandling). Han publicerade även analyser av mineral, bergarter och fodermedel och tillsammans med Nils Sundius utförde han en serie undersökningar av silikos och asbestos som behandlades i utländska tidskrifter 1936-1938. Därutöver utgav han geologiska arbeten som Några bidrag till kännedomen om den sekulära landhöjningen vid Bottenvikens kust (1910), geografiska som Några anteckningar rörande 1600-talets svenska kartor (1919) och kulturhistoriska om Källorna till Piteå sockens äldsta historia. Artur Bygdén är begravd på Uppsala gamla kyrkogård.